# ديف أوليفر
ديف أوليفر (بالإنجليزية: Dave Oliver)‏ هو لاعب كرة قاعدة أمريكي، ولد في 7 أبريل 1951 في ستوكتون في الولايات المتحدة.